# Йоан Ласимант
Йоан Ласимант (роден на 4 септември 1988 г. в Безансон) е френски футболист, полузащитник, състезател на Локомотив (Пловдив).